# テレコム・マレーシア

テレコム・マレーシア（マレー語：Telekom Malaysia Berhad、略称：TM）は、マレーシアの通信会社。

## 概要
1946年に固定電話・ラジオテレビ放送を扱う国立通信会社として創業。現在は放送事業を分離し、部門ごとに分割民営化の過程を経て、再び多角化戦略を採りブロードバンド、移動体通信なども取扱う。

## 歴史

### 創設初期
18世紀からマレーシアを支配していたイギリスにより初期の通信インフラの設置が行われ、現在のTMに引き継がれている。最初に郵便電信局の傘下に電信回線が敷かれ、19世紀末に電話回線が開始した。1880年代にマグネトー式通信装置がペラで使用されていた。マレーシア初の電話交換機は1902年にイポーに設置された。
1891年にクアラルンプールで電話業務が開始。ペナンのスブランプライからジョホールバルまで回線が敷かれたのは20世紀になってからで、1915年にはイポー、タイピン、トゥルッ・アンソンを繋ぐマレーシア初の地下回線が敷かれた。
マレーシア半島部の商業や都市開発が活発になるにつれ電話加入者数が急増した。1930年にはクアラルンプールで自動交換機が導入された。1930年代にマレーシアの幹線通信網は短波通信を通じジャワ島、フィリピン、アメリカ合衆国、カナダ、メキシコ へ接続されていた。1930年代末には国際通信用にクアラルンプール電話交換局に無線局が設置された。
第二次世界大戦中の日本による占領期には、通信回線の多くは破壊されることになった。1946年にイギリスによるマラヤの植民地統治が再開し、幹線通信網を再整備した。1946年4月にマラヤ連合が成立し、電信電話、無線を統制するマレーシア通信局と、郵便、送金、貯蓄を扱う郵政局が成立した。マラヤ危機（1948年-1960年）時代には公安と軍の通信網整備に力点が置かれ、ジャングルでの無線局設置や通常波に加えVHF波の利用が開始された。1953年には警察無線網が整備され、世界最大級の警察無線業務だと言われた。同時に、危機占領下ではあったが商業は繁栄し、通信需要は大いに高まった。これによりクアラルンプールの電話交換局は3階部分を増床。10セント硬貨の発行に合わせ、クアラルンプールやペナンでは市内の公衆電話ボックスの設置が拡大した。1950年から1953年には通信局の収入は倍増し、電話加入者も2万人から3.9万人に増加。1953年にペナンに電話交換局が開局、1954年にシンガポールからマラッカ、クアラルンプール、ペナンヘ接続する中央幹線が開通した。衛星回線局も開始し、マレーシアと世界各国を結ぶ国際通信も開通した。1963年にマレーシアが成立すると、包括的なマレーシア統合プログラムが開始され、通信局も業務を継続した。

## 業務
- TMグローバル：国内・国際通信回線卸事業
- TM One：通信、クラウド、データセンター、BPOなど法人向け事業
- unifi：電話、ブロードバンド、テレビ配信、携帯電話など個人家庭向け事業